# 西陵郡
西陵郡，中国三国时设置的郡。
东汉建安十三年（208年），曹操改夷陵为临江郡。曹操于赤壁之战兵败后，临江郡兵力空虚，被曹操的盟友益州牧刘璋趁机渗透，但孙权派将领甘宁前去争夺后，当地的益州军投降。后被孙权移交盟友刘备。建安十五年（210年），刘备改临江郡为宜都郡，领宜都县（今湖北省宜昌市）、秭归、枝江、夷道（今宜都市）四县，建安二十四年（219年）被孙权攻取，孙权又分巫县和秭归设立固陵郡。刘备在221年的夷陵之战中一度收复，但兵败后地仍入吴，东吴没有复立固陵郡，其地重新并入宜都郡。东吴黄武元年（222年），改夷陵为西陵郡，但亦仍称宜都郡。永安三年（260年），吴景帝孙休分宜都郡置建平郡。西晋太康年间，晋灭吴，改置为夷陵县。
另在建安二十四年（219年），孫權分江夏郡陽新、下雉兩縣置西陵郡，黃初二年（221年）兩縣移屬武昌而郡廢。